# الوی (هورایزن)
«الوی» (انگلیسی: Aloy) یک شخصیت قهرمان در بازی ویدئویی هورایزن زیرو داون و هورایزن غرب ممنوعه است. الوی در ۴ آوریل ۳۰۲۱ در یک جهان پسارستاخیزی متولد شد. او با دیدن آموزش تبدیل به یک مبارز شد و به دنبال پیدا کردن هویت مادر خویش گشت. اشلی برچ صدا پیشگی شخصیت را بر عهده داشت و مدل سازی شخصیت بر اساس چهره هانا هوکسترا صورت گرفت.